# 星卷蛾属
星卷蛾属（学名：Propiromorpha）是卷蛾科下的一个属。

## 下属物种
本属包括以下物种：
- 毛茛星卷蛾 Propiromorpha rhodophana (Herrich-Schäffer, 1851)